# A titánok harca
A titánok harca (eredeti cím: Clash of the Titans) 2010-ben bemutatott amerikai–brit koprodukcióban készült fantasyfilm Louis Leterrier rendezésében.

## Rövid történet
Perszeusz félisten Hádész és az alvilág csatlósai ellen harcol, hogy megakadályozza őket az Olümposz és a Föld meghódításában.

## Cselekmény
Az idők kezdetén Zeusz, Hadész és Poszeidón harcoltak a titánok ellen. Hádész – Zeusz tanácsára – saját testéből késztette el a Krakent, ami sikeresen elpusztította ellenfeleiket. Zeuszé lett az Olümposz trónja, Poszeidóné a tenger. Hádész viszont, – akit Zeusz becsapott – levettetett az alvilágba.
Az Olümposz ura megteremtette az embert azért, hogy azok imáikkal, fohászaikkal erősítsék teremtőjüket, s az Olümposz minden istenét. Az ember azonban tudatra ébredt, s megelégelte, hogy imáikért cserébe sokszor árvizet, földrengést küldenek az égi urak. Elfordultak régi imádottjaiktól, lerombolták templomaikat, s saját útjukat kezdték járni. Az istenek bosszút esküdtek...
Egy kicsiny halászhajó egy ládát talál a tenger habjaiban, ami egy halott asszonyt és egy élő kisbabát rejt. Az öreg hazaviszi, s feleségével együtt felneveli Perszeuszt, aki szép szál legénnyé serdül és folytatja apja mesterségét. Elzarándokolnak kis hajójukkal Zeusz kolosszusáig, amelyet épp érkezésükkor dönt a tengerbe egy sereg katona. A szobor szerencsére nem tesz kárt a hajóban, de Hádész megjelenik, a katonákra alvilági lények tömegét küldi, a kis hajót pedig egyetlen mozdulattal elsüllyeszti.
Csak Perszeusz éli túl a katasztrófát, akit a katonák Argosz városába visznek a király elé. Az udvarban folyik a mulatozás, mindenki jókedvű. Isteneikről elfeledkezve az emberek a király leányának szépségét Aphroditéhoz hasonlítják. Ez végképp kihozza Zeuszt a béketűréséből, és engedi Hádésznak, hogy „gondoskodjon” az emberekről, így az alvilág ura nekilát, hogy megvalósítsa sötét célját. Őt ugyanis nem érdeklik a fohászok, a félelem és a rettegés az, ami erőt ad neki. Ellátogat hát Argoszba, hogy közölje: 10 nap múlva rájuk uszítja a Krakent, vagy feláldozzák Androméda hercegnőt, akit Aphroditéhoz hasonlítottak.

## Szereplők
| Szerep    | Színész         | Magyar hang    |
| --------- | --------------- | -------------- |
| Perszeusz | Sam Worthington | Széles Tamás   |
| Zeusz     | Liam Neeson     | Helyey László  |
| Ió        | Gemma Arterton  | Bertalan Ágnes |
| Drakó     | Mads Mikkelsen  | Kaszás Gergő   |
| Hádész    | Ralph Fiennes   | Forgács Péter  |